# Росвіта Цобельт
Росвіта Цобельт (нім. Roswietha Zobelt, 24 листопада 1954) — німецька академічна веслувальниця.
Олімпійська чемпіонка 1976 (парні четвірки зі стерновою), 1980 (парні четвірки зі стерновою) років.
Чемпіонка світу 1974 (парні четвірки зі стерновою), 1975 (парні четвірки зі стерновою), 1977 (парні двійки), 1979 (парні четвірки зі стерновою) років.
Чемпіонка Європи 1973 року в складі парної четвірки зі стерновою.